# Карломан II (король Франции)

Каролингская Европа в 880 году

Карломан II (866 — 6 декабря 884) — король Западно-Франкского королевства (Франции) в 879—884 годах из династии Каролингов. До 882 года был соправителем своего брата Людовика III и правил в Бургундии и Аквитании. Сын Людовика II Заики и Ансгарды Бургундской.

## Биография

### Карломан — король Бургундии и Аквитании
После смерти Людовика II Заики в 879 году его два сына, Людовик III и Карломан, были провозглашены соправителями. При поддержке Гуго Аббата Людовик III и Карломан были помазаны на царствование в сентябре 879 года архиепископом Санса Ансегизом в Феррьерском аббатстве около Монтаржи. В 880 году в Амьене королевство было разделено на две части: Карломан по нему получил Бургундию и Аквитанию. Однако бургундская знать отказалась признать законность этого решения. В результате они выбрали королём Бозона Вьеннского. В состав его королевства вошла бо́льшая часть Бургундии и Прованс.

### Война за Бургундию
Избрание Бозона Вьеннского королём привело к укреплению связей между королями из династии. Германские короли Карл III Толстый и Людовик III Младший присоединились к французским Людовику III и Карломану. Они встретились в июне 880 года в Гондревиле на Мозеле в Лотарингии и заключили соглашение о совместных действиях против Бозона.
В конце 880 года Отён, Безансон, Шалон, Макон и Лион были захвачены и перешли под контроль Каролингов, их армия осадила Вьенн. Бозон увёл бо́льшую часть своей армии в горы, оставив командовать обороной города жену. Вскоре Карл Толстый уехал в Италию, чтобы стать правителем этого королевства, а Людовик III и Карломан II, видя, что не могут взять город, сняли осаду и отступили, что позволило Бозону вернуться во Вьенн.
После избрания императором Карл III Толстый, объединившись с армией Карломана II, возобновил военные действия и в августе 882 года опять начал осаду Вьенна. Получив известие о смерти брата Людовика III, Карломан со своей армией отправился домой. Однако армия Карла и без помощи Карломана смогла взять город, который был ограблен и подожжён. Брат Бозона Ричард Заступник взял жену Бозона Ирменгарду вместе с детьми под защиту и увёз их в Отён, в то время, как Бозон укрылся в Провансе.

### Карломан — король Западно-Франкского королевства

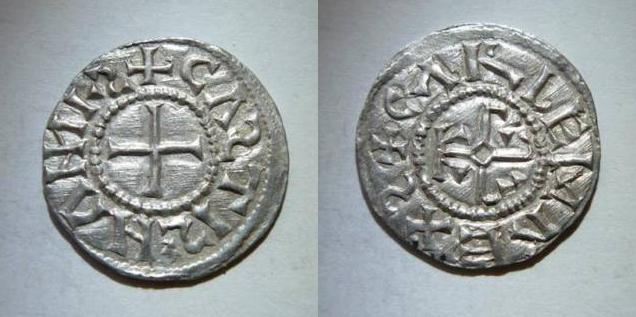
Денье Карломана II.

После смерти брата шестнадцатилетний Карломан был признан единственным королём западных франков и правил под опекой Гуго Аббата. Все вельможи признали его, за исключением Бернара Плантвелю. При Карломане произошло дальнейшее ослабление королевской власти. Не имея больше владений, кроме как в междуречье Сены и Мааса, подчиняясь воле знати, при сокращении поступлений от королевских налогов, управление страной для Карломана стало не более, как иллюзией.

### Борьба с норманнами
В октябре 882 года норманны укрепились в Кондэ и жестоко опустошили королевство Карломана, при этом принудив к бегству всех жителей, остававшихся на другом берегу Соммы. Король преследовал их и настиг у Аво. В разгоревшейся битве франки добились победы, при этом погибло около 1000 норманнов; однако это не остановило последних, и они продолжали разорять королевство вплоть до Уазы; сносили стены и до основания разрушали храмы и монастыри, продавали за море и убивали местных жителей, не встречая никакого сопротивления. Гуго Аббат собрал армию в своих владениях и пришёл на помощь королю, но и сообща они не смогли ничего добиться. Норманны рассеялись в разные стороны и с незначительными потерями возвратились к своим кораблям.
В 883 году норманны сожгли монастырь и церковь св. Квентина, а также церковь Богоматери в городе Аррасе. Король Карломан вновь преследовал норманнов, не совершив, правда, ничего достойного и полезного. С наступлением весны норманны покинули Кондэ и отправились на побережье. Здесь они оставались всё лето, вынудив фламингов — одно из населявших Фрисландию племён, — бежать со своих земель, и опустошили всё огнём и мечом. С приближением осени Карломан, чтобы защитить королевство, обосновался с войском в округе Виме, напротив Лавьера; норманны же с конницей и пешими отрядами пришли в Лавьер в конце октября; и, поскольку их корабли, кроме того, вошли с моря в Сомму, они принудили короля со всем его войском бежать и отступить за Уазу. Затем они обосновались на зимовку в Амьене; отсюда они опустошали земли до Сены и на обоих берегах Уазы и, не встречая сопротивления, предавали огню монастыри и церкви. Не имея сил противостоять норманнам, франки послали к ним принявшего христианство дана по имени Зигфрид, чтобы тот переговорил с их вождями о возможности выплаты им выкупа для избавления королевства от их набегов. Норманны потребовали от короля и франков в качестве дани 12 тысяч фунтов серебра и обещали не нападать на земли франков на противоположном берегу Уазы. С февраля и до октября 884 года этот договор взаимно сохранялся. Однако владения франков по ту сторону Шельды продолжали по прежнему опустошаться.

### Смерть Карломана

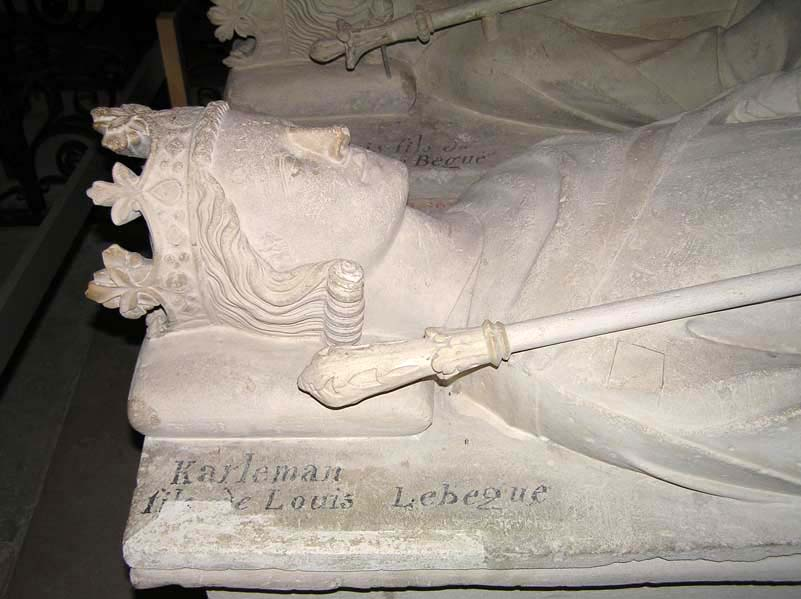
Посмертное надгробие Карломана II.

Юный король погиб от несчастного случая на охоте. В тот момент, когда король хотел заколоть кабана, один из сопровождавших его, желая помочь ему, случайно ранил Карломана в голень. Получив рану, король прожил ещё семь дней, но скончался 6 декабря 884 года в возрасте 18 лет. Его тело было перевезено в Сен-Дени и здесь погребено.
Из внуков Карла Лысого остался только младший сын Людовика Заики, малолетний Карл, едва достигший пяти лет. Поэтому королём Франции был избран император Карл III Толстый, объединивший в своих руках все владения каролингской империи.